# Светий Флорян-над-Шкофьо Локо
Светий Флорян-над-Шкофьо Локо (словен. Sveti Florjan nad Škofjo Loko) — поселення в общині Шкофя Лока, Горенський регіон, Словенія. Висота над рівнем моря: 619,7 м.